# Manzanera
Manzanera é um município da Espanha na província de Teruel, comunidade autónoma de Aragão. Tem 168,66 km² de área e em 2021 tinha 527 habitantes (densidade: 3,1 hab./km²).

## Demografia
| Variação demográfica do município entre 1991 e 2004 | Variação demográfica do município entre 1991 e 2004 | Variação demográfica do município entre 1991 e 2004 | Variação demográfica do município entre 1991 e 2004 |
| --------------------------------------------------- | --------------------------------------------------- | --------------------------------------------------- | --------------------------------------------------- |
| 1991                                                | 1996                                                | 2001                                                | 2004                                                |
| 490                                                 | 487                                                 | 464                                                 | 471                                                 |